# Erodium maritimum
Erodium maritimum är en näveväxtart som först beskrevs av Carl von Linné, och fick sitt nu gällande namn av L'hér.. Erodium maritimum ingår i släktet skatnävor, och familjen näveväxter. Inga underarter finns listade i Catalogue of Life.